# Xenia impulsatilla
Xenia impulsatilla är en korallart som beskrevs av Verseveldt och Cohen 1971. Xenia impulsatilla ingår i släktet Xenia och familjen Xeniidae. Inga underarter finns listade i Catalogue of Life.